# Улугколь
Улугколь (Улуг-Коль, Улухколь, Улух-Коль; хак. Улуғ-кӧл — 'большое озеро') — озеро в Уйбатской степи, в 30 км от села Вершино-Биджа (Усть-Абаканский район Хакасии).
Площадь около 700 га, длина — 5 км, ширина 1—2 км, преобладают глубины до 1 м. Котловина ограничена с юга возвышенностями (573—583 м над уровнем моря). Урез воды на высоте 479 м над уровнем моря. Мелководное, бессточное, горько-соленое (ионный состав НСО-, CI-, S042-, Na+, Mg2+, Са+; общая минерализация — 20 г/дм³; рН — 5,5). Замерзает с ноября по апрель. Впадает 3 реки средней длиной около 6 км. Северный берег заболочен. Является основным очагом размножения в Сибири кулика-шилоклювки, местом остановки тундровых лебедей при весенне-осенней миграции (до 3,5 тыс. особей). Озеру придан международный статус особо охраняемых водно-болотных угодий.
На озере обитает самое большое в Средней Сибири поселение кулика-шилоклювки.
В озеро впадают три ручья: Изыхтагский Карасуг, Камажан и Крем-Салбык.